# Пін-ап

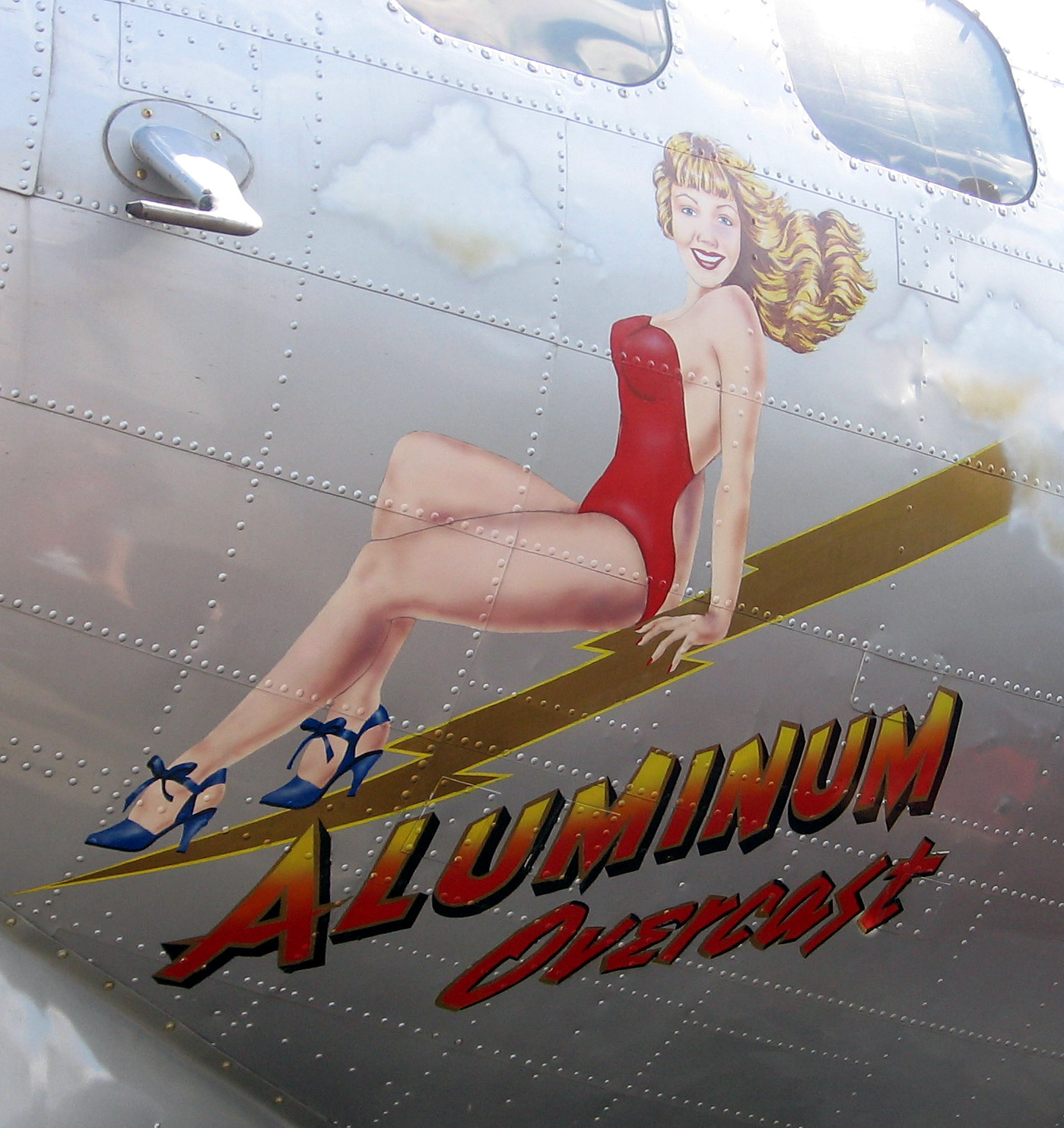
Пін-ап на борту літака

Пін-ап, пінап (англ. to pin up — приколювати (плакат на стіну)) — сексуалізований стиль американської графіки, поширений в середині XX століття. У ширшому сенсі — тиражований образ секс-символу. Як правило, це зображення вродливої, найчастіше напівоголеної жінки. Пін-ап стилем в одязі є переважно кокетливі сукні з оборками, спідниці із завищеною талією, короткі шорти, жіночні блузи, пояски, підбори-шпильки.
Pin-up girl (пін-ап ґерл, пін-ап-дівчина) — модель, розтиражована у фривольному стилі, зображення якої стають знаковим явищем поп-культури. Пін-ап дівчиною можуть бути акторки, співачки, моделі.

## Історія
Наприкінці XIX ст. відбувалося дуже швидке заселення США, що сприяло появі та розширенню засобів масової комунікації. Одним із головних інструментів у цій справі стала ілюстрація, яка почала привертати художників і сприяла зародженню друкованої реклами. Найвідомішими кампаніями відзначалася «Coca-Cola» — з їхніх зображень та календарів на людей дивилися небачені жінки, яких художники списували з моделей та акторок.
Родоначальником мистецтва пін-ап вважається художник Чарльз Дейна Гібсон. На зламі XIX-XX ст. американський ілюстратор вів власну хроніку повсякденного життя через патріотичні, романтичні та сатиричні малюнки. В рамках своєї хроніки він створив мальований ідеал жіночої краси, який отримав назву «Дівчина Гібсона». Це була молода жінка з об'ємними грудьми, тонкою талією і широкими стегнами, яка носила високу зачіску, довгі хвилясті спідниці та накрохмалені блузи, відрізнялась незалежним норовом і домінуючим над чоловіками характером.
«Дівчина Гібсона» була дуже популярною серед американців протягом 30 років, її м'яка і таємнича посмішка зображалась на предметах побуту і декору. В той самий час Говард Крісті створив свій ідеал жіночої краси, який згодом отримав назву «Дівчина Крісті». Її портрет з'явився у 1895 році та був надрукований в журналі «The Century». Також «Дівчину Крісті» можна було побачити в книжкових ілюстраціях, на календарях та предметах колекціонування.
Після Першої світової війни «Дівчата Гібсона» вийшли із моди, поступившись майже вдягненим героїням із палаючим поглядом. Відтоді стиль пін-ап почав набувати відвертих рис. Одним із художників того періоду був Чарльз Гейтс Шелдон, який робив фривольні фотографії оголених жінок і створював ілюстрації для рекламних кампаній.
У 1930 році в журналі «Life» з'явилося зображення жінки у сексуальній позі та відвертому одязі. Згодом така стратегія була перейнята іншими ЗМІ, в яких публікували детективні, фантастичні, готичні, містичні та пригодницькі історії. Обмеження серйозних видань не стосувалися жовтої преси, і для залучення читацької аудиторії на обкладинку часто поміщали напівоголених жінок, образ яких залежно від сюжету міг бути як беззахисним, так і порочним. У 1932 році на світ з'явилася серія мультфільмів про життя Betty Boop, яка носила відверті сукні і часто з'являлася в купальних костюмах.
Жіночий образ «Petty Girls», в якому ставився акцент на сексуальність, набув значного поширення в роки Другої світової війни. Військові літаки, танки, гільзи снарядів стали розмальовувати жінками з обкладинок. Постери з їх зображеннями виривали із журналів, контури вирізали із календарів і кріпили на стіни, кабіни автомобілів та інші поверхні. Так, у 1941 році з'явився термін «пін-ап». Жінка, зображення якої поміщалось на плакат, отримала назву «pin-up girl».
У більшості випадків для ілюстрацій в стилі пін-ап позували акторки, моделі та співачки. Найвідомішими моделями 40-х років були Мерілін Монро, Бетті Грейбл, Ріта Гейворт, Вероніка Лейк, Ава Гарднер, Керол Лендіс, Лана Тернер. Їх стилізовані зображення можна було побачити на обкладинках журналів «Time», «Cosmopolitan», «Vogue», «Esquire», «Life»; в рекламі газованої води «Coca-Cola», мила «Palmolive», цигарок «Lucky Strike», запальничок «Zippo». У 1943 році Ерл Макферсон створив «блокнот начерків художника», зобразивши на ньому пін-ап гьорл, а у 1944 році — колоду гральних карт «Перемагай, програвай або тягни», де також використав образ «дівчини з обкладинки».

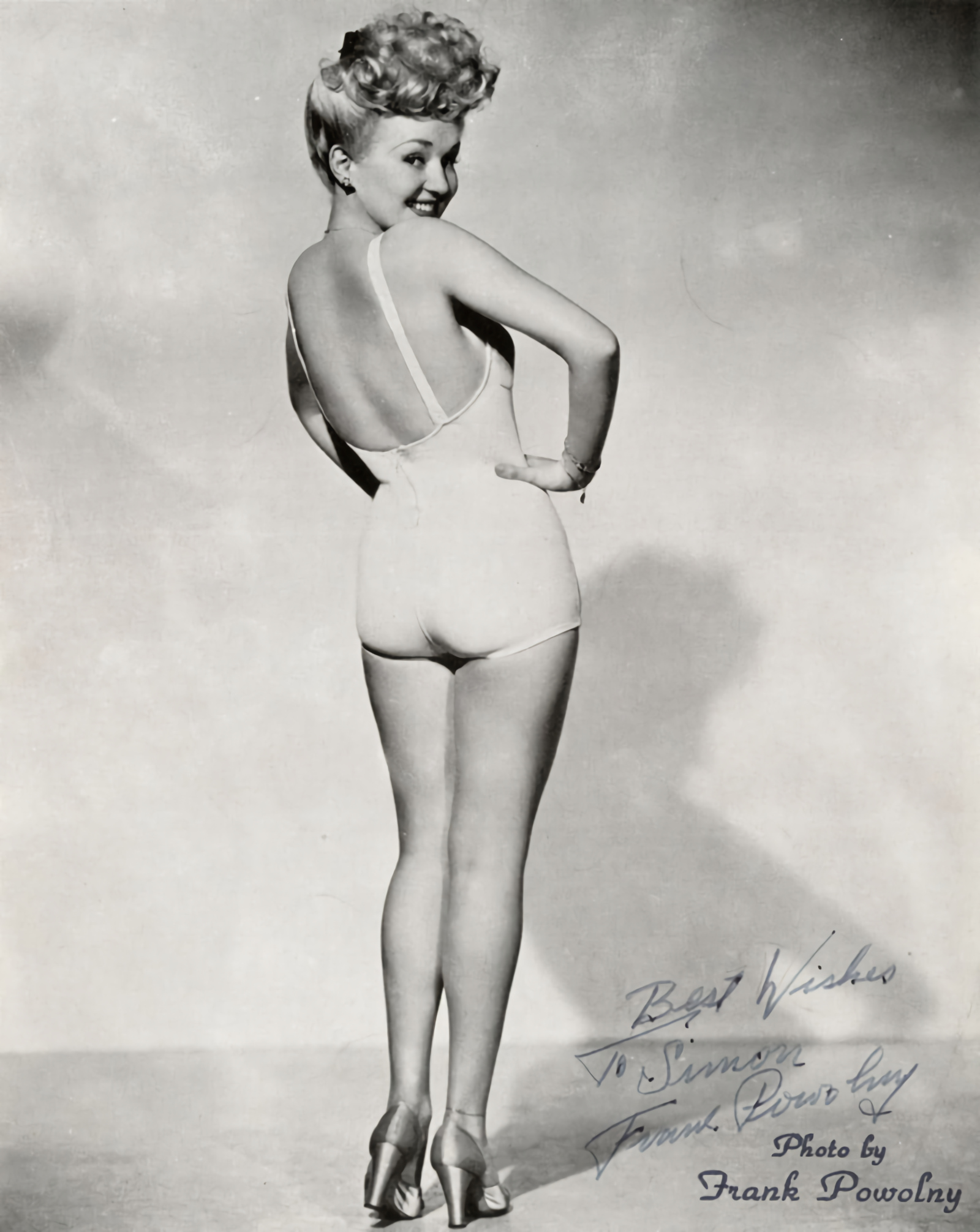
Відоме фото Бетті Грейбл. 1943

У 1940—1947 роках Альберто Варгас створював календарі із зображеннями знаменитостей, відомі як «Varga calendar girls». У 1944 році на екрани вийшов фільм «Дівчина з обкладинки», в сюжеті якого розповідається про життя молодої жінки, яка у воєнні роки знімалася для обкладинок журналів. В цей період для американських солдатів були створені книги у паперовій обкладинці (paper-back), на форзаці яких зображалися жінки в стилі пін-ап. Однією з головних жінок у цій справі стала акторка Бетті Грейбл, чиє фото в білому купальнику було включено журналом «Life» до списку «100 фотографій, що змінили світ».
У 1946 році Ріта Гейворт виконала стриптиз в нуар-фільмі «Гільда». Згодом портрет Гейворт був прикріплений до плутонієвої бомби, яку скинули на атол Бікіні з метою випробувань. У 1947 році Крістіан Діор створив силует New Look, який дозволив підкреслити талію і стегна вузьким корсетом.
У 1950-х роках зображення пін-ап набули еротичного характеру. Жінок з плакатів можна було побачити в купальниках, спідній білизні або оголеними, прикритими лише якимось аксесуаром. Велику популярність мали календарі «Esquire Girls» і «Date Book». Еротизм пін-ап проявлявся у побутових сценах, в яких жінки опинялися в незручних ситуаціях.
В багатьох ілюстраторів з'явився фірмовий почерк: Едвард Рунчі зображав жінок, які потрапляли у небезпечні для життя ситуації; у героїнь малюнків «Арт Фарма» труси спадали до ніг у присутності чоловіка; Дуейн Браєрс малював Гільду, першу повну жінку в історії пін-ап. Більшість художників доповнювали свої картини короткими гумористичними висловлюваннями, які створювали додатковий еротизм шляхом гри слів. Ерл Моран підписував свої твори у віршованій формі прямо на зображенні.
Відверта сексуалізація полягала в тому, що спідниця чіплялася за ручку дверей і рвалася, а в рожевих трусах лускала резинка, і вони падали до туфель, поки руки жінки були зайняті. Проте найпікантніший епізод стався у фільмі «Сверблячка сьомого року» за участі Мерілін Монро, в якому потік повітря з решітки вентиляційної системи задирає спідницю білої плісированої сукні. Ідеї стилю акторка втілювала і в житті: Монро обирала легкі сукні з відкритими плечими та глибоким декольте, пояси, які щільно затягували талію, блузи, що підкреслювали фігуру, туфлі на підборах, а також носила великі локони та яскравий макіяж.
У 1960-х роках ідеологія та естетика стилю пін-ап перетворилася до відвертого сексуального заклику. Тут вже не було мови про підтримання бойового духу солдатів або навіювання впевненості в прекрасній дійсності. Найяскравішою представницею еротичної культури була Бетті Пейдж. Її відверті фотографії, відео та бурлеск-виступи в певній мірі передували сексуальному перевороту, під час якого на обкладинках стали з'являтися оголені жінки у відвертих позах. Їх можна було побачити в таких журналах як «Playboy», «Penthouse» та ін. У 70-х стиль пін-ап був забутий і лише іноді зустрічався у фотосесіях того періоду.
На межі тисячоліть зображення оголених жінок стало буденністю. До створення обкладинок впливових журналів почали залучати культових акторок та мисткинь, в той час, як еротика була зведена до рангу повноцінного мистецтва. Паралельно існували мільйони розтиражованих жінок в купальниках, якими були обклеєні всі поверхні у квартирах. Сьогодні явище пін-ап набуло статусу теми для історичної реконструкції, часто не надто точної, через плутанину в стилях і часових проміжках.
Також існує відокремлення класичного жанру — нео-пін-ап, адептками якого є молоді дівчата, що захоплюються рок-н-ролом, естетикою 50-х, жанрами психобіллі й ска та перетворюють звичні для пін-апу образи у зухваліші, з нальотом панку і готики. Повне копіювання цього стилю відбувається лише на сцені або тематичних заходах. У звичайному житті сучасні речі стилізують під пін-ап, який використовується в комп'ютерних іграх та музичних відеокліпах.
Підготовка до відтворення зовнішнього образу пін-ап зірки займає дуже багато часу, включаючи правильну укладку, макіяж і підбір аксесуарів. Зазвичай комплект розбавляється екстравагантними принтами, жорсткою тканиною, елементами інших напрямків. При цьому можливе поєднання пін-ап зі стилем мілітарі (укорочені жакети на металічних ґудзиках, пілотки, козирки, безкозирки та ін.). Серед сучасних зірок, які віддають перевагу вінтажному стилю, можна відзначити акторку Скарлетт Йоганссон і модель Діту фон Тіз.